# Allan Cunningham
Allan Cunningham (13 de julho de 1791 – 27 de junho de 1839) foi um botânico e explorador inglês.

## Biografia
Allan Cunningham nasceu em Wimbledon, actualmente dentro da Grande Londres. O seu pai era de Renfrewshire, na Escócia e a sua mãe era inglesa.
Em outubro de 1814, foi proposto por Joseph Banks para viajar ao exterior para recolher plantas para o Real Jardim Botânico de Kew. 
Conhece-se Allan Cunningham principalmente devido às viagens que efetuou a Nova Gales do Sul para recolher plantas. Anteriormente, entre 1814 e 1816, havia estado no Brasil, chegando à Austrália em dezembro desse ano, com 25 anos de idade. Estabeleceu-se na localidade de Parramatta. Entre outras viagens exploratórias, em Abril de 1817, juntou-se à expedição de John Oxley aos rios Lachlan e Macquarie. Nesta viagem de quase 2000 km, recolheu mais de 400 espécies, tendo ganho experiência apreciável como explorador. Entre 1817 e 1820 viajou como botânico de bordo da equipa do navio "HMS Mermaid". Também participou, em 1824, numa expedição à área que hoje é Canberra. Visitou a Nova Zelândia em 1826.
Em 1827 Cunningham partiu desde troço superior do Rio Hunter para explorar a zona mais ao interior, descobrindo os Darling Downs. Allan Cunningham quando em 1828 voltava de Brisbane, descobriu o Cunningham's Gap. Em 1829 explorou o rio Brisbane.
Em 1831 fez a viagem de volta a Inglaterra, e em 1837 voltou à Austrália como "Governador Botânico", demitindo-se do cargo no ano seguinte. Sua campa encontra-se no Real Jardim Botânico de Sydney.
As suas grandes colecções foram enviadas para o Jardim Botânico de Kew e para o Museu britânico.
A autoestrada Cunningham Highway tem esse nome em sua homenagem. A espécie Araucaria cunninghamii também lhe foi dedicada. Allan Cunningham colocou o nome aos Darling Downs, aos rios de Condamine, Dumaresq e Gwydir e também a McPherson Range, e aos montes Cordeaux e Mitchell.
Cunningham descreveu os siguintes géneros espécies, entre outras.
- Ackama A. Cunn. - plantas epífitas da Nova Zelândia.
- Alseuosmia A.Cunn. (1838). - Nova Zelândia.
- Corokia A. Cunn.
- Homoranthus A. Cunn. ex Schauer. - da família (Myrtaceae: Chamelaucieae)

As espécies:

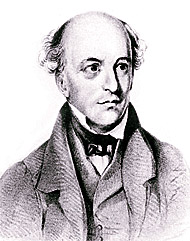
Retrato de Allan Cunningham

- Acacia aulacocarpa A. Cunn. - da família (Fabaceae)
- Acacia auriculiformis A. Cunn. Ex Benth.
- Acacia calyculata A. Cunn. ex Benth.
- Acacia ligulata A.Cunn. ex Benth.
- Acacia lycopodiifolia A.Cunn. ex Hook.
- Acacia podalyriaefolia A. Cunn. ex. G. Don
- Acacia polystachya A. Cunn.
- Acacia rubida A. Cunn.
- Acacia stenophylla A. Cunn. ex Benth.
- Acacia vomeriformis A.Cunn.
- Capparis gibbosa A.Cunn.
- Cassinia argophylla A.Cunn. ex DC. (1838).
- Castanospermum australe A. Cunn.
- Crinum norfalkianum A. Cunn.
- Cymbidium iridifolium A Cunn. (1839).
- Daviesia ulicina Smith var. ruscifolia (A.Cunn. ex Benth.) JM Black (1924).
- Elatine gratioloides A. Cunn. - da família (Elatinaceae).
- Epilobium alsinoides A. Cunn.
- Epilobium pedunculare A. Cunn.,
- Erythrorchis cassythoides [A. Cunn.]Garay 1986.
- Eryngium ovinum A.Cunn.
- Eucalyptus subulata A. Cunn.,
- Freycinetia banksii A. Cunn.),
- Grevillea robusta A. Cunn. da família Proteaceae.
- Grevillea umbratica A. Cunn. ex. Meissner.
- Helichrysum baxteri A.Cunn. ex DC.
- Kunzea phylicoides (A.Cunn. ex Schauer) Druce,
- Myrsine divaricata A. Cunn.
- Quintinia serrata A. Cunn.
- Grevillea robusta A. Cunn.

## Obras
- "Natural history appendix". Cunningham, A. [Botany] pp. 497–565 In: P.P. King, Narrative of a Survey of the Intertropical and Western Coasts of Australia Performed Between the Years 1818 and 1822. John Murray, London. (1827).